# Elezioni parlamentari in Albania del 1950
Le elezioni parlamentari nella Repubblica Popolare d'Albania del 1950 si tennero il 28 maggio.
Il Fronte Democratico ottenne tutti i 121 seggi col 98,18% dei voti. L'affluenza fu del 99,4%.

## Risultati
| Liste              | Voti    | %     | Seggi |
| ------------------ | ------- | ----- | ----- |
| Fronte Democratico | 626.005 | 98,18 | 121   |
| Contrari           | 11.573  | 1,82  | -     |
| Totale             | 637.578 | 100   | 121   |